# Emeline Roberts Jones
Emeline Roberts Jones (1836. március 14. – 1916. október 3.)  volt az első nő, aki fogorvosként praktizált az Egyesült Államokban.
Tizenévesen (18 évesen) feleségül ment Daniel Jones fogorvoshoz, de csak 1855-ben lett az asszisztense. Férje úgy vélte, hogy a fogászat nem megfelelő karrier egy nő számára. Úgy gondolta, hogy a nők „törékeny és ügyetlen ujjai” miatt rossz fogorvosok. A nő azonban titokban tanult, és miután Emeline megmutatta neki egy kétliteres üveget, amelyben több száz, titokban kihúzott foga volt, megengedte neki, hogy segítsen neki.
Férje 1864-ben bekövetkezett halála után továbbra is egyedül praktizált a fogászatban Kelet-Connecticutban és Rhode Islanden. Gyakran utazott egy hordozható fogorvosi székkel. 1876-tól 1915-ös nyugdíjba vonulásáig saját praxisa volt a connecticuti New Havenben. Ez volt Connecticut egyik legnagyobb és legjövedelmezőbb praxisa. Két gyermeke volt, egy fia és egy lánya.
Emeline 1893-ban a Columbian Fogászati Világkongresszus Női Tanácsadó Testületének tagja volt. 1912-ben a Connecticuti Állami Fogorvosi Társaság, 1914-ben pedig a Nemzeti Fogorvosi Szövetség tiszteletbeli tagjává választották. 1916-ban, 80 éves korában halt meg. 1994-ben posztumusz beiktatták a Connecticuti Női Hírességek Csarnokába.